# Budaunik
Budaunik (biał. Будаўнік, ros. Будовник, Budownik) – wieś na Białorusi, w obwodzie homelskim, w rejonie chojnickim, w sielsowiecie Sudkowo. W 1921 roku w miejscu, gdzie dziś znajduje się wieś, nie było żadnych zabudowań. Obecnie miejscowość jest niezamieszkana, choć jeszcze w 2009 roku mieszkały w niej 2 osoby.